# Vendée Les Herbiers Football
Il Vendée Les Herbiers Football, abbreviato comunemente in Les Herbiers VF, è una società calcistica francese con sede nella città di Les Herbiers.
Fondata nel 1919, gioca le partite casalinghe allo Stade Massabielle.
La squadra ha guadagnato notevole popolarità per aver raggiunto la finale di Coppa di Francia nella stagione 2017-2018.

## Storia
Nel 1919, padre Rousseau fondò il club "Alouette Sportive" che divenne "Les Herbiers Sports" nel 1923. Nel 1941, il club "Coqs du Bocage" nacque a Petit-Bourg des Herbiers.
La fusione dei due club fu determinata in un'assemblea generale il 7 marzo 1947. Il club fu ribattezzato "Entente Sportive Herbretaise" nel 1949.
Les Herbiers giocò a livello regionale fino al 1978, quando furono invitati nella quarta divisione francese appena creata, ma furono retrocessi nel 1979, sancendo il ritorno nelle leghe regionali dopo solo un anno.
I rossoneri sono scesi fino alla settima divisione prima di tornare alla struttura calcistica nazionale nel 2007, seguita dalla promozione in terza divisione nel 2015.
Nell'edizione 2017-2018 della Coppa di Francia raggiungono la finale dopo aver sconfitto in sequenza l'Auxerre agli ottavi di finale, il Lens ai quarti di finale e lo Chambly in semifinale, senza aver incontrato una squadra della massima serie. La semifinale è stata giocata nello stadio del Nantes, vista la capacità minima del Massabielle, il La Beaujoire-Louis Fonteneau facendo registrare la più alta affluenza stagionale di spettatori (34 653). La finale, disputata l'8 maggio, l'ha vista sconfitta contro il Paris Saint-Germain per 2-0.

La formazione del Les Herbiers che ha affrontato il PSG in finale di Coppa di Francia, 2018

Dopo aver ottenuto la salvezza per due stagioni nel Championnat National, l’11 maggio 2018, soltanto 3 giorni dopo la finale persa di Coupe de France, il club viene battuto per 4-1 dal Béziers, condannandolo alla retrocessione nel campionato amatore (la quarta divisione francese), stesso livello della squadra delle riserve del PSG.

## Organico

### Rosa
Aggiornata all'8 ottobre 2018.
| N. |                       | Ruolo | Calciatore       |
| -- | --------------------- | ----- | ---------------- |
| 1  | Francia (bandiera)    | P     | Dan Delaunay     |
| 3  | Comore (bandiera)     | D     | Camal Youssoufa  |
| 4  | Francia (bandiera)    | D     | Franck Héry      |
| 5  | Mali (bandiera)       | D     | Kalifa Traoré    |
| 6  | Francia (bandiera)    | D     | Quentin Bonnet   |
| 7  | Togo (bandiera)       | C     | Claude Koutob    |
| 8  | Madagascar (bandiera) | C     | Dimitry Caloin   |
| 9  | Francia (bandiera)    | A     | Anthony Petrilli |
| 10 | Mali (bandiera)       | A     | Tiécoro Keita    |
| 11 | Francia (bandiera)    | A     | Dolan Bahamboula |
| 12 | Francia (bandiera)    | D     | Brian Amofa      |
| 14 | Francia (bandiera)    | C     | Charly Charrier  |

| N. |                      | Ruolo | Calciatore           |
| -- | -------------------- | ----- | -------------------- |
| 16 | Francia (bandiera)   | P     | Jean Louchet         |
| 17 | Francia (bandiera)   | C     | Hamady Tamboura      |
| 18 | Francia (bandiera)   | C     | Oumar Pouye          |
| 19 | Francia (bandiera)   | C     | Pierre Germann       |
| 21 | Francia (bandiera)   | D     | Romuald Marie        |
| 22 | Francia (bandiera)   | A     | Terence Makengo      |
| 25 | Francia (bandiera)   | D     | Benjamin Brelivet    |
| 27 | Francia (bandiera)   | A     | Axel Dabin           |
| 28 | Guadalupa (bandiera) | D     | Kael-Florent Montout |
| 29 | Francia (bandiera)   | C     | Kévin Diogo          |
| 30 | Francia (bandiera)   | P     | Clément Puaud        |

## Palmarès

### Competizioni nazionali
- Championnat de France amateur 2: 1

2005-2006

### Altri piazzamenti
- Coppa di Francia:

Finalista: 2017-2018
- Championnat National 2:

Secondo posto: 2018-2019 (girone B), 2024-2025 (girone B)